# Kościół św. Stanisława Biskupa i Męczennika w Żydowie
Kościół św. Stanisława Biskupa i Męczennika w Żydowie – zabytkowy rzymskokatolicki kościół parafialny znajdujący się we wsi Żydowo, w gminie Czerniejewo, w powiecie gnieźnieńskim.

## Historia

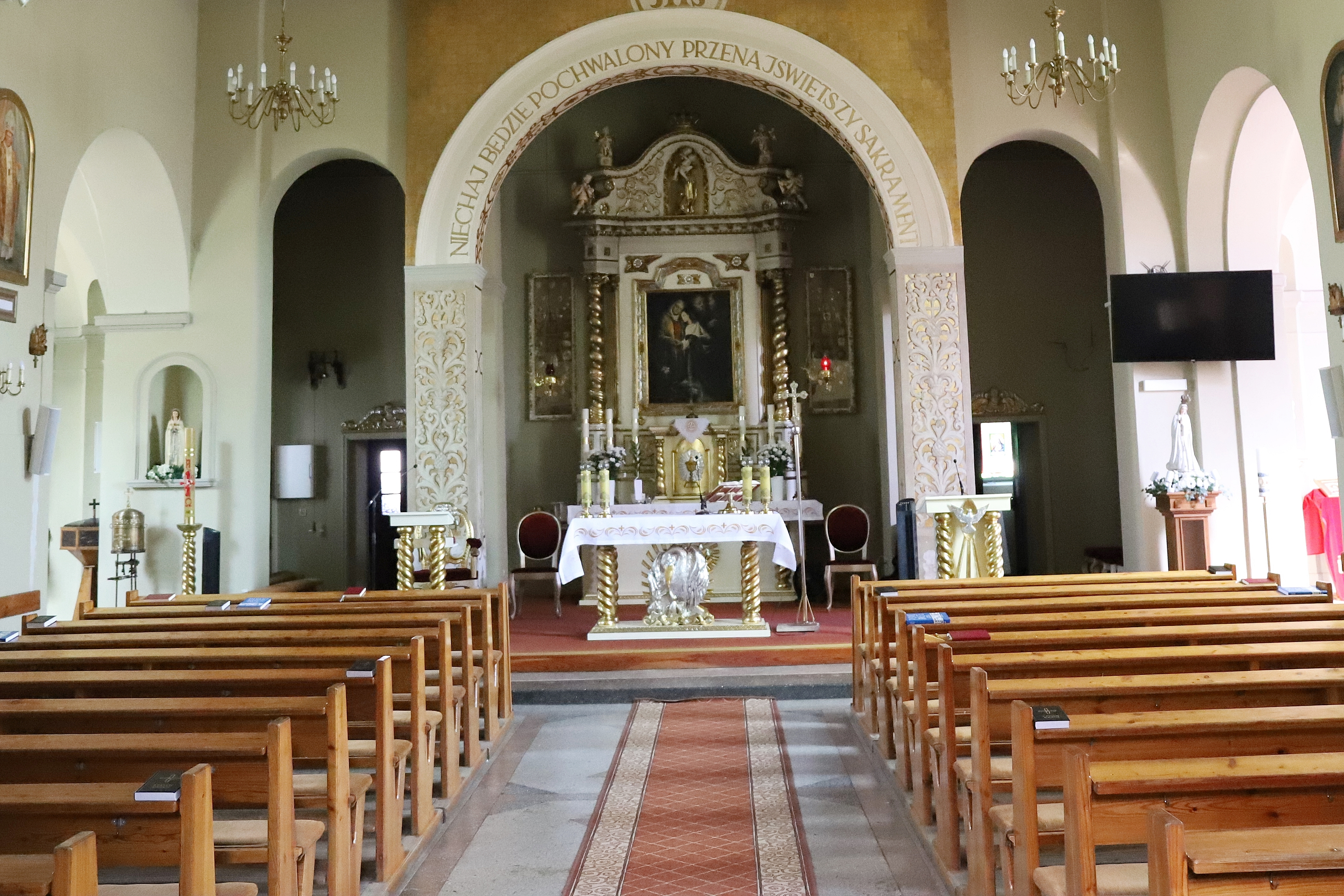
Prezbiterium

Pierwszy kościół św. Stanisława ufundowali w 1515 właściciele miejscowości – Żydowscy. Samodzielna parafia w Żydowie istniała na pewno już w roku 1523. W 1754 na miejscu zaniedbanego kościoła wybudowano z inicjatywy Andrzeja Piotra Smoleńskiego, cześnika ciechanowskiego i jego żony Ludwiki Piekarskiej nową świątynię z muru pruskiego, która jednak spłonęła w 1811 roku.
Istniejąca świątynia została wybudowana w 1845 z fundacji miejscowego dziedzica, Piotra Chełmickiego oraz Walentego Grzeszkiewicza, kanonika gnieźnieńskiego. W tym samym roku była konsekrowana przez biskupa gnieźnieńskiego, Anzelma Brodziszewskiego. Budynek reprezentuje styl późnoklasycystyczny. W 1920 roku kościół rozbudowano.
W ołtarzu głównym wisi cudowny obraz Matki Bożej Gurowskiej, który został przeniesiony ze spalonego kościoła w Gurowie. Dzwony kościelne pochodzą z 1717 i 1773 roku.
Wokół kościoła rosną 150-letnie (2011) lipy.
W 1998 roku kościół wraz z cmentarzem został wpisany do rejestru zabytków nieruchomych Narodowego Instytutu Dziedzictwa.